# 细纹织纹螺
细纹织纹螺（学名：Varicinassa variciferus），是新腹足目织纹螺科Varicinassa属的一种。主要分布于韩国、中国大陆、台湾，常栖息在浅海沙底、潮间带至水深40米。